# 240E busz (Budapest)
A budapesti 240E jelzésű autóbusz a Móricz Zsigmond körtér és a Budaörsi lakótelep között közlekedett zónázó expresszjárat jelleggel. A járat zónázó jellegét az adja, hogy a Móricz Zsigmond körtér és a budaörsi virágpiac (Madárhegy) között mindössze kétszer állt meg: a Kosztolányi Dezső téren és a Sasadi út megállóban, majd a Madárhegytől minden megállót érintett. Visszafelé a Madárhegy megállóig mindenhol megállt, majd a Sasadi út és Kosztolányi Dezső tér megállók érintésével érkezett a Móricz Zsigmond körtéri végállomásra. A viszonylaton a budapesti bérletek a Budaörs, Felsőhatár utca megállóig voltak érvényesek. A mintegy 10 kilométer hosszú járatot 2014. június 15-étől megszűnéséig a Volánbusz üzemeltette és elsőajtós felszállási rendben közlekedett.

## Járművek
Az új paraméterkönyv bevezetésétől kezdve (2009. augusztus 21.) a 240E viszonylaton – alapesetben, hétköznap – 20 db Ikarus 260-as közlekedett. A járművek mindegyikét a BKV Kelenföldi garázsa állította ki. 2012. május 1-jétől a VT-Transman állította ki a járműveket, döntően MAN SL223-as típusú autóbuszokból, az alacsony padlósak pedig Alfa Localo típusúak voltak. 2014. június 15-étől az időközben VT-Arrivára átnevezett cégtől a Volánbusz vette át a viszonylat üzemeltetését alacsony padlós MAN Lion’s City buszokkal.

## Története
2008. augusztus 21-étől a megszűnt 40-es busz 240E jelzéssel közlekedett. 2014. március 29-étől hétvégén is közlekedett a megszűnő 240-es buszt pótolva, a Budaörsi út–Villányi út helyett a Nagyszőlős utcán keresztül érte el a Móricz Zsigmond körteret.
2014. június 15-étől a Volánbusz Zrt, üzemeltette, MAN Lion’s City típusú, vadonatúj autóbuszaival, továbbá 2014. augusztus 1-jétől bevezették az elsőajtós felszállási rendet.
2015. augusztus 31-én számozása 240-esre módosult és a Móricz Zsigmond körtér felé a Budaörsi út–Villányi út útvonalon halad a Nagyszőlős utca helyett.

## Útvonala
| Móricz Zsigmond körtér felé | Budaörsi lakótelep felé |
| --- | --- |
| Budaörsi lakótelep vá. – Szivárvány utca – Szabadság út – Budapesti út – Budapest, Budaörsi út – Lapu utca – autópálya – Budaörsi út – Nagyszőlős út – Ajnácskő utca – Hamzsabégi út – Bartók Béla út – Móricz Zsigmond körtér M vá. | Móricz Zsigmond körtér M vá. – Villányi út – Fadrusz utca – Bartók Béla út – Kosztolányi Dezső tér – Bocskai út – Nagyszőlős utca – Ajnácskő utca – Budaörsi út – Budaörs, Budapesti út – Szabadság út – Szivárvány utca – Budaörsi lakótelep vá. |

## Megállóhelyei
| 0                                     | Móricz Zsigmond körtér M végállomás | 25 | 7, 27, 33, 88, 107, 188E, 253, 272 6, 18, 19, 41, 47, 48, 49, 61                                                    |
| ∫                                     | Móricz Zsigmond körtér M            | 23 | 7, 27, 33, 88, 107, 188E, 253, 272 6, 18, 19, 41, 47, 48, 49, 61                                                    |
| 3                                     | Kosztolányi Dezső tér               | 21 | 7, 53, 86, 88, 107, 114, 150, 153, 153A, 154, 188E, 212, 213, 214, 252, 272 19, 49                                  |
| 8                                     | Sasadi út                           | 16 | 8, 40, 40E, 53, 87, 88, 139, 140, 140A, 150, 172, 187, 188E, 239, 252, 253, 272 721, 731, 760, 767 1251, 1253, 1256 |
| 10                                    | Gazdagréti út                       | 13 | 8, 40, 87, 88, 139, 140, 140A, 153, 153A, 154, 172, 239                                                             |
| 12                                    | Madárhegy                           | 12 | 40, 88, 140, 140A                                                                                                   |
| 13                                    | Rupphegyi út                        | 11 | 40, 88, 140, 140A                                                                                                   |
| 14                                    | Felsőhatár utca                     | 11 | 40, 88, 140, 140A, 289 767                                                                                          |
| Budapest–Budaörs közigazgatási határa |                                     |    | |
| 15                                    | Tulipán utca                        | 10 | 40, 88, 140, 140A, 289                                                                                              |
| 16                                    | Aradi utca                          | 9  | 40, 88, 140, 140A, 289                                                                                              |
| 17                                    | Templom tér                         | 7  | 40, 88, 140, 140A, 288, 289 767                                                                                     |
| 18                                    | Károly király utca                  | 6  | 40, 88, 140, 140A, 287, 287A                                                                                        |
| 19                                    | Kisfaludy utca                      | 5  | 40, 88, 140, 140A, 287, 287A, 288, 289                                                                              |
| 20                                    | Kötő utca                           | 4  | 40, 88, 140, 140A, 287, 287A                                                                                        |
| 21                                    | Budaörs, városháza                  | 3  | 40, 88, 140, 140A, 287, 287A 756, 767                                                                               |
| 22                                    | Gimnázium                           | 2  | 40, 40E, 88, 140, 188E, 287, 287A 756, 767, 779                                                                     |
| 23                                    | Budaörs, Patkó utca                 | 1  | 40, 40E, 140, 287, 287A, 289                                                                                        |
| 24                                    | Budaörsi lakótelep végállomás       | 0  | 40, 40E, 140, 140A, 140B, 287, 287A, 288, 289 779                                                                   |